# Taukum
Taukum (Tau-kum; kaz.: Тауқұм; ros.: Таукум) – pustynia piaszczysta we wschodnim Kazachstanie. Zajmuje południowo-zachodni skraj Kotliny Bałchasko-Ałakolskiej, między jeziorem Bałchasz i rzeką Ili na północy a Górami Czu-Ilijskimi i Majżaryłgan na południu.